# Erythrina pudica
Erythrina pudica är en ärtväxtart som beskrevs av Krukoff och Rupert Charles Barneby. Erythrina pudica ingår i släktet Erythrina och familjen ärtväxter. Inga underarter finns listade i Catalogue of Life.